# Nagykáta
Nagykáta là một thành phố thuộc hạt Pest, Hungary. Thành phố này có diện tích 81,61 km², dân số năm 2010 là 12690 người, mật độ 155 người/km².